# Nikos Kazandzakis
Nikos Kazandzakis (gr. Νίκος Καζαντζάκης; ur. 18 lutego 1885 w Heraklionie na Krecie, zm. 26 października 1957 we Fryburgu Bryzgowijskim w Niemczech) – grecki powieściopisarz, poeta, dramaturg, tłumacz i myśliciel. Przez wielu uważany za najważniejszego greckiego pisarza i filozofa XX w. Najczęściej tłumaczony grecki autor w XX wieku.

## Życiorys
Urodzony na Krecie jako syn kupca i rolnika Michalisa Kazandzakisa, dzięki trosce rodziców i własnemu pragnieniu wiedzy wcześnie posiadł staranne wykształcenie. W latach 1902–1906 studiował prawo na uniwersytecie w Atenach, następnie (1907–1909) filozofię w Paryżu, gdzie w Collège de France był uczniem Bergsona. Od 1914 datuje się jego przyjaźń z poetą Angelosem Sikelianosem, z którym wspólnie odbywał przez dwa lata liczne wędrówki w poszukiwaniu chwalebnych śladów kultury bizantyjskiej, a który wywarł na niego wpływ swym mesjanizmem i religijnością.
Uczestniczył jako ochotnik w wojnie bałkańskiej 1912–1913. Wcześnie wciągnięty w nurt życia społecznego i politycznego kraju, w 1919 został ministrem opieki społecznej w rządzie E. Wenizelosa. W okresie międzywojennym już wiele podróżował: przebywał w Berlinie (1922–1924), Włoszech, radzieckiej Rosji (trzykrotnie), Hiszpanii (1932), Anglii, a nawet w Japonii i Chinach. Wówczas też nastąpiła w nim „przemiana arystokratycznego nacjonalisty w socjalizującego demokratę pod wpływem rewolucjonistów niemieckich”. Początkowo entuzjasta Lenina, dość wcześnie rozczarował się radzieckim komunizmem pod wpływem drastycznych przejawów stalinizmu.
Tuż przed wybuchem II wojny światowej osiadł na Eginie (1937) i podczas okupacji poświęciwszy się całkowicie pracy twórczej, nie uczestniczył w ruchu oporu. Po wyzwoleniu – jako socjalistyczny polityk i przywódca niewielkiej partii lewicowej – na krótko wszedł (1945) w skład ówczesnego rządu obejmując stanowisko ministra bez teki. Przejściowo przewodniczył Stowarzyszeniu Pisarzy Greckich. W latach 1947–1948 pracował w Paryżu dla organizacji UNESCO. Jego oceniane jako „postępowe” przekonania spowodowały przyznanie mu nagrody leninowskiej w 1956, wraz z którą na stałe przylgnęło do niego piętno lewicowości i proradzieckich sympatii. Wraz z A. Sikelianosem był od 1946 greckim kandydatem do literackiej Nagrody Nobla, której jednak również w 1957 r. nie otrzymał (wobec braku poparcia ze strony czynników rządowych).

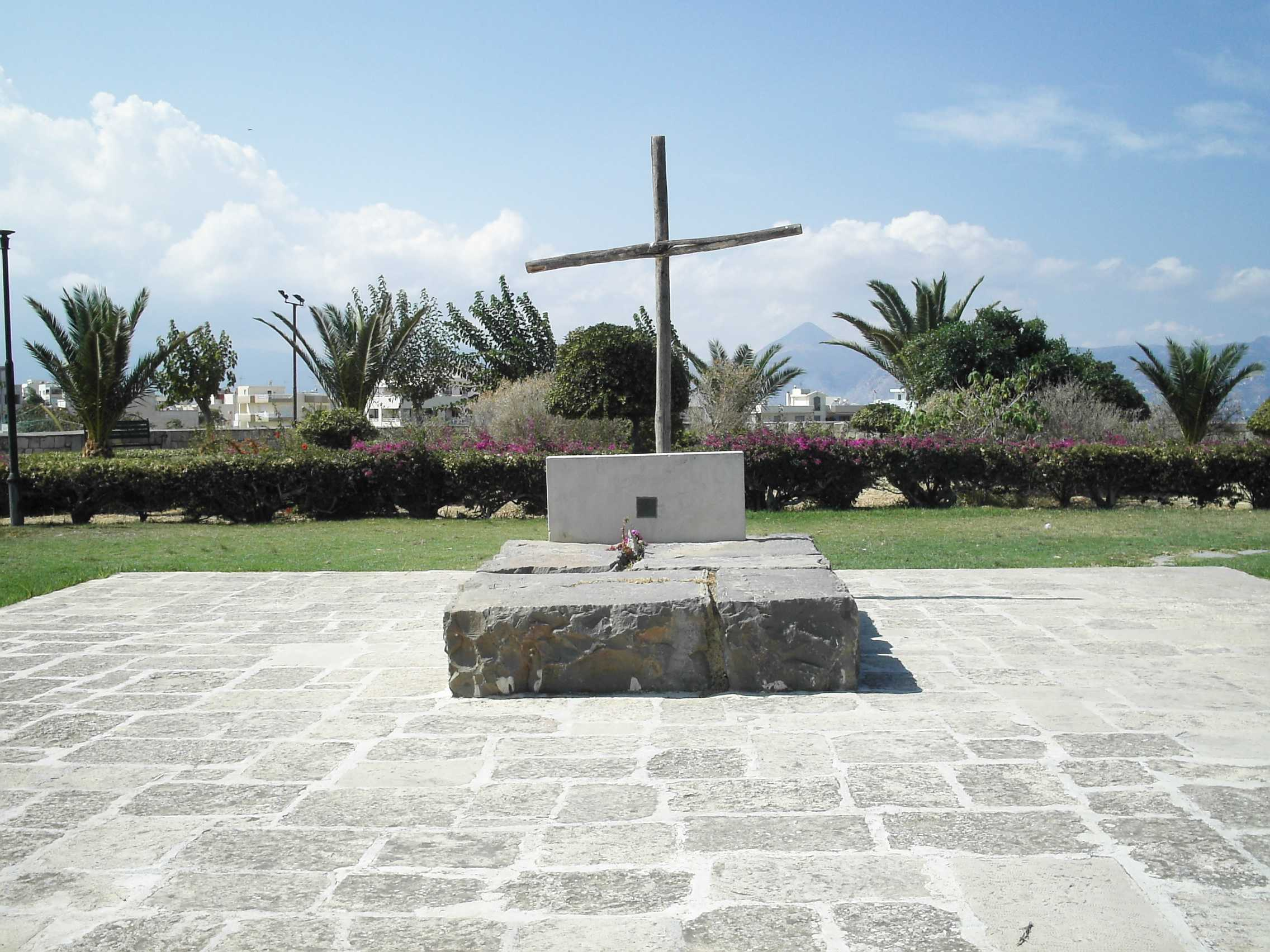
Grób N. Kazandzakisa na tzw. bastionie Martinengo (Heraklion)

Później, od 1948 r., kiedy na stałe zamieszkał we Francji (w Antibes na francuskiej Riwierze), do końca życia przebywał poza krajem. Zamiłowany podróżnik, odwiedził większość krajów środkowoeuropejskich (m.in. Czechosłowację), a także kraje Bliskiego (m.in. Cypr, Egipt, Jerozolimę, Synaj) oraz Dalekiego Wschodu. Cierpiąc już poważnie na białaczkę (stwierdzoną w 1953), odbył jeszcze ostatnią podróż do Chin i Japonii (1957). Zmarł we fryburskiej klinice uniwersyteckiej na zbyt późno leczoną grypę azjatycką. Pochowany na terenie bastionu fortecznego rodzinnego Heraklionu ze względu na sprzeciw kleru wobec pochówku na cmentarzu prawosławnym.
Był dwukrotnie żonaty: z Galatią Aleksiu (1911), z którą rozwiódł się w 1926, i z Eleni Samiu (1945), autorką jego biografii.

## Twórczość

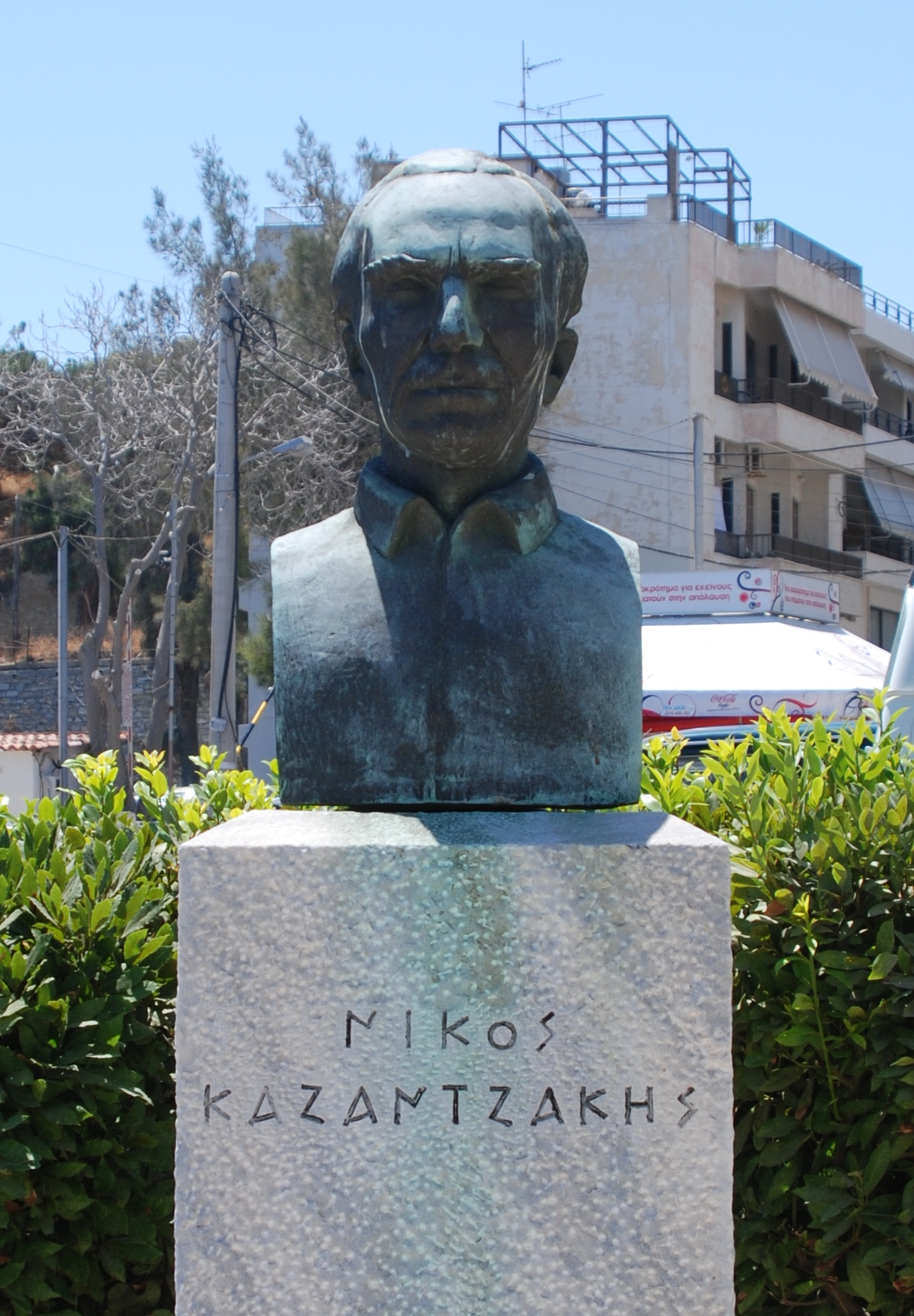
Popiersie twórcy w rodzinnym Heraklionie

Istotny wpływ na jego drogę twórczą wywarły wykłady H. Bergsona, a później zapoznanie się z filozofią F. Nietzschego; stąd w jego wczesnych poglądach przeważał bergsonowski witalizm i nietzscheański nihilizm. Debiutował opowiadaniem miłosnym Wąż i Lilia (1905) i niewielkim dramatem Gdy świta (1906). Początkowo używał pseudonimów: Karma Nirwami, później Petros Psylorytis. Utworami tymi zyskał uznanie ateńskiego środowiska literackiego i możliwość publikowania w czasopismach.
Po I wojnie światowej zapoczątkował nowy etap działalności jako autor tragedii wierszem: Odyseusz, Nikifor Fokas, Julian Apostata, Capo d'Istria, trylogii Prometeusz i in. W okresie międzywojennym uprawiał niemal wszystkie rodzaje literackie (także liryki, reportaże, rozprawy filozoficzne, przekłady z języków obcych). Rozgłos, a nawet światową sławę przyniosło mu jednak powieściopisarstwo. Tematyka licznych jego powieści dotyczyła ojczystej Krety (Wolność lub śmierć, Kapetan Michał, Chrystus ukrzyżowany..., Grek Zorba), a ich akcja rozgrywała się w bliskich mu miejscach. Nawiązując w ogóle w swych utworach do niepodległościowych tradycji Greków, szczególnie Kreteńczyków przedstawiał jako ludzi honoru, niepowstrzymanych i gwałtownych, wrogów wszelkiego ucisku i obcej tyranii, przepojonych bohaterstwem i miłością ojczyzny. Rozczarowanie komunizmem znalazło najgłębszy wyraz w jego ostatniej (i najmniej znanej) powieści Bratobójcy.
Powieści swe mniej cenił od twórczości poetyckiej i dramaturgicznej. Za swoje najważniejsze dzieło uważał epopeję Odyseja: wersja współczesna. Pisał je od nowa siedmiokrotnie, nim zdecydował się na publikację w 1938 r. Wzorem Odysei Homera, jest podzielona na 24 pieśni i składa się dokładnie z 33 333 wersów. Oprócz niej pozostawił też poematy poświęcone swym „przywódcom duchowym”, do których zaliczał El Greco, Lenina, Nietzschego i św. Franciszka (poświęcił mu też powieść Biedaczyna z Asyżu). Natomiast za Ostatnie kuszenie Chrystusa pisarz został ekskomunikowany przez grecki Kościół prawosławny, który później zgłosił również protest wobec pokazów filmu M. Scorsese.
Przekładał też na nowogrecki dzieła filozoficzne i literackie:  oba eposy Homera (z prof. Kakridisem), Boską komedię Dantego, Fausta Goethego, utwory Rabindranatha Tagore, Artura Rimbaud, a nawet Karola Darwina. Był prawdopodobnie najpłodnieszym spośród pisarzy greckich, pisząc bardzo szybko i pracując nierzadko ponad dwanaście godzin dziennie, co sprawiało, iż wielusetstronicowa powieść powstawała w ciągu miesiąca.
Jako twórcę cechowała go niezwykła umiejętność włączania w swój światopogląd nowych koncepcji moralno-filozoficznych, niekiedy całkiem sprzecznych. Przyjmując np. marksistowską dialektykę dziejów, odrzucił materializm zastępując go idealistyczną teorią doskonalenia człowieka poprzez wyzwalanie w nim Boga. Zachował przy tym kult dionizyjskiego sensualizmu i pełni życia, zderzając go następnie z buddyjską ascezą i radykalnym nihilizmem samotnika żyjącego poza społeczeństwem. „Jako artysta wiersza odznaczał się Kazantzakis niewyczerpanym darem tworzenia sugestywnych metafor, nadzwyczajnymi zdolnościami słowotwórczymi. Przyciszonych tonów lirycznych nie spotykamy u niego wcale; zagłusza je patos rzeczy ostatecznych”.

## Publikacje
Przetłumaczone na język polski:
- Grek Zorba, 1946 – powieść (wyd. pol. 1971, tłum. z ngr. Nikos Chadzinikolau); ekranizacja w 1964 – Grek Zorba, reż. Michalis Kakojanis
- Ostatnie kuszenie Chrystusa, 1951 – powieść (wyd. pol. 1992, tłum. z ang. Jan Wolff); ekranizacja w 1988 – Ostatnie kuszenie Chrystusa, reż. Martin Scorsese
- Chrystus ukrzyżowany po raz wtóry, 1954 – powieść (wyd. pol. 1958, tłum. z franc. Jadwiga Dackiewicz); ekranizacja w 1957 – Ten, który musi umrzeć, reż. Jules Dassin
- Biedaczyna z Asyżu, 1956 – powieść (wyd. pol. 1962, tłum. z franc. Leszek Kossobudzki)
- Kapetan Michał, 1960 – powieść (wyd. pol. 1960, tłum. z franc. Katarzyna Witwicka)
- Sztuka ascezy: zbawcy Boga, 1945 – szkic literacki o tematyce mistyczno-filozoficznej (wyd. pol. 1993, tłum. z nowogr. Ewa Szyler)
- Raport dla El Greca, 1961 – powieść (wyd. pol. 2012, Instytut im. Jerzego Grotowskiego, tłum. z ang. Tomasz Wierzbowski)

Niektóre utwory niewydane w Polsce:
- Όφις και Κρίνο („Wąż i Lilia”), 1905 – opowiadanie (pod pseud. Karma Nirwami)
- Odyseja: wersja współczesna, 1924-1938 – poemat epicki
- Ταξιδεύοντας („Podróżując”), 1927-1941 – relacje z podróży
- Οί αδελφoφάδες („Bratobójcy”), 1957 – powieść (wydana pośmiertnie)
- Αναφορά στον Γκρέκο („List do El Greco”[7]), 1961 – powieść (wyd. pośmiertnie)
- 12 dramatów
- listy